# Kami (municipiu)

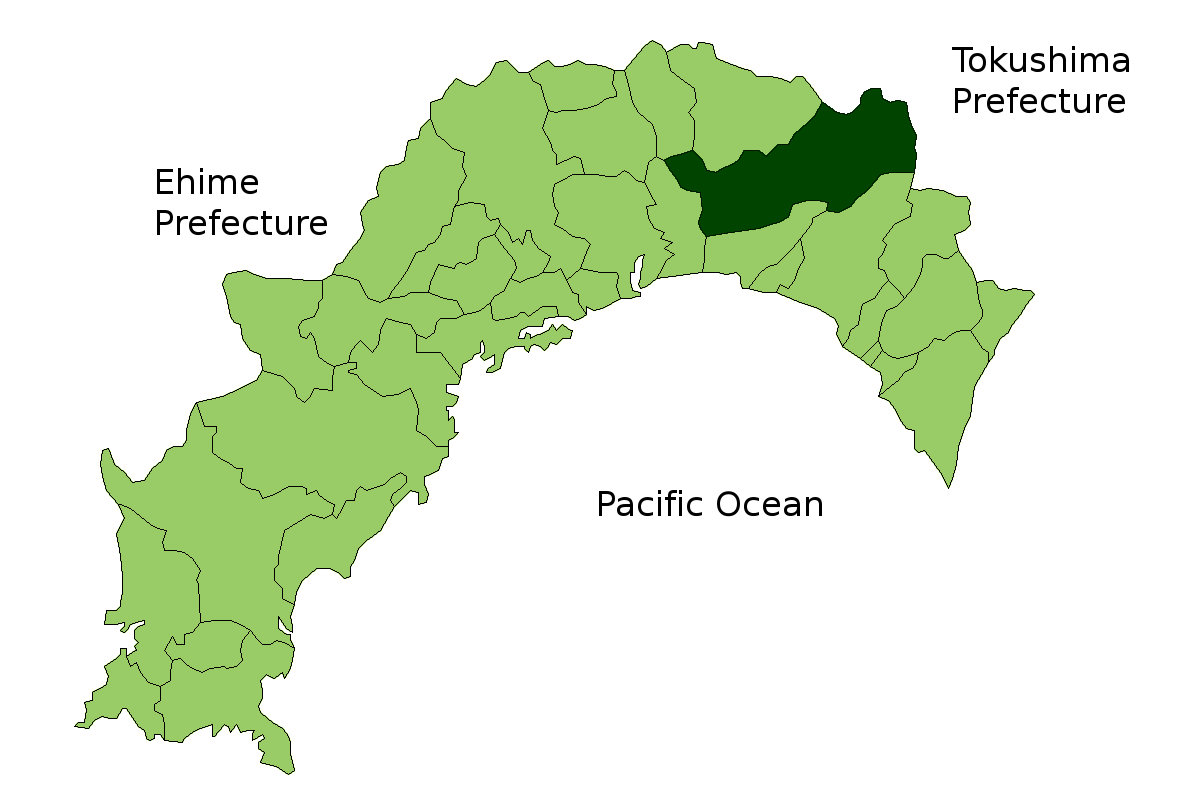

Kami (香美市 Kami-shi?) este un municipiu din Japonia, prefectura Kōchi.